# Xysticus alpinistus
Xysticus alpinistus är en spindelart som beskrevs av Ono 1978. Xysticus alpinistus ingår i släktet Xysticus och familjen krabbspindlar. Inga underarter finns listade i Catalogue of Life.